# Carpolestes simpsoni
Carpolestes simpsoni là một loài tuyệt chủng của Plesiadapiformes, nó là một trong những động vật có vú đầu tiên giống linh trưỏng xuất hiện trong các mẫu hóa thạch trong thời gian cuối thế Paleocen. C. simpsoni đã nắm giữ nhưng chưa có mắt hướng về phía trước.
Nặng khoảng 100 gram, C. simpsoni xuất hiện thích nghi với một môi trường sống trên cây.Giống như các loài khác của chi Carpolestes, hình thái răng của C. simpsoni được đặc biệt thích nghi với việc ăn trái cây, các loại hạt, và không xương sống.